# Sadieville
Sadieville és una població dels Estats Units a l'estat de Kentucky. Segons el cens del 2000 tenia 263 habitants.

## Demografia
Segons el cens del 2000, Sadieville tenia 263 habitants, 96 habitatges, i 79 famílies. La densitat de població era de 143 habitants/km².
Dels 96 habitatges en un 43,8% hi vivien nens de menys de 18 anys, en un 70,8% hi vivien parelles casades, en un 9,4% dones solteres, i en un 16,7% no eren unitats familiars. En el 14,6% dels habitatges hi vivien persones soles l'11,5% de les quals corresponia a persones de 65 anys o més que vivien soles. El nombre mitjà de persones vivint en cada habitatge era de 2,74 i el nombre mitjà de persones que vivien en cada família era de 3.
Per edats la població es repartia de la següent manera: un 30% tenia menys de 18 anys, un 6,5% entre 18 i 24, un 31,9% entre 25 i 44, un 22,1% de 45 a 60 i un 9,5% 65 anys o més.
L'edat mediana era de 35 anys. Per cada 100 dones de 18 o més anys hi havia 84 homes.
La renda mediana per habitatge era de 39.583 $ i la renda mediana per família de 42.222 $. Els homes tenien una renda mediana de 35.750 $ mentre que les dones 20.500 $. La renda per capita de la població era de 15.648 $. Entorn del 5,7% de les famílies i el 9,6% de la població estaven per davall del llindar de pobresa.

## Poblacions més properes
El següent diagrama mostra les poblacions més properes.